# Theodor Odelberg
Albrecht Theodor Odelberg (i riksdagen kallad Odelberg i Enskede), född 21 december 1847 i Brännkyrka församling, Stockholms län, död 15 februari 1938 i Enskede församling, Stockholms stad, var en svensk politiker (konservativ) och ämbetsman samt godsägare; Sveriges första jordbruksminister 1900–1905, riksdagsledamot (första kammaren) 1892–1918. Han var son till riksdagsmannen Axel Odelberg och bror till riksdagsmannen Wilhelm Odelberg.

## Liv och verk
Odelberg tog studenten i Uppsala 1869 och studerade därefter vid Ultuna lantbruksinstitut. År 1873 övertog han förvaltningen av fädernegården Enskede, vilken han sedan 1879 arrenderade och 1884 ärvde. Han fortsatte med den av fadern började intensiva hushållningen, riktad främst på mjölkproduktion, trädgårdsvaror och tobak för avsättning i Stockholm samt drev i förbindelse med detta brännvinsbränning med pressjästtillverkning fram till slutet av 1800-talet.
Efter att ha varit sysselsatt med en del kommunala uppdrag kallades Odelberg 1889 till chefsposten för den då nyinrättade Lantbruksstyrelsen, blev 1899 landshövding i Gävleborgs län och den 31 mars 1900 Statsråd (Sverige)statsråd och chef för det nyinrättade Jordbruksdepartementet samt tillhörde regeringen, tills han den 2 augusti 1905 avgick då en samlingsregering bildades ur flera riksdagspartier för att hantera förhandlingarna med Norge inför unionsupplösningen.
Sedan 1892 var han ledamot av första kammaren, först för Kalmar läns norra valkrets och sedan 1911 för Gävleborgs län. Han tillhörde första kammarens protektionistiska parti, vilket dock ej hindrade att han kraftigt förordade majstullens avskaffande. När detta parti 1912 slogs samman med det moderata partiet och första kammarens nationella parti bildades blev Odelberg ledamot av det nya partiets förtroenderåd. Han var ledamot av Bevillningsutskottet 1897–1899, Statsutskottet 1908–1909, och 1910–1915 i det då för första gången tillsatta jordbruksutskottet, vars ordförande han var 1910–1911. Han var 1896 ledamot av mellanrikslagkommittén.
I Stockholms läns landsting var Odelberg ordförande 1897–1899, och i länets hushållningssällskap var han vice ordförande från 1897 och var från 1908 dess ordförande. Odelberg erhöll 1906 sällskapets guldmedalj. Odelberg verkade med stor energi och framgång med åtgärder för lantbrukets och särskilt det mindre jordbrukets främjande genom sådana åtgärder som premiering av kreatur, lantbruksundervisningens utveckling, småbrukspremiering med mera. Detta liksom hela hans politiska verksamhet genomsyrades av en konservativ anda och en sträng sparsamhet med statens medel var framträdande.
Odelberg blev ledamot av Lantbruksakademien 1883, dess hedersledamot 1904, var dess direktör 1906–1909 och erhöll dess guldmedalj 1913. Han lämnade 1918 första kammaren, vars vice talman han var 1916–1918 och som 1917 insatte honom i hemliga och krigstidshjälpsutskotten. År 1918 avgick han från ordförandeskapet i Stockholms läns hushållningssällskap, där han samma år blev hedersledamot.
Theodor Odelberg är begravd på Brännkyrka kyrkogård.

## Enskede gård

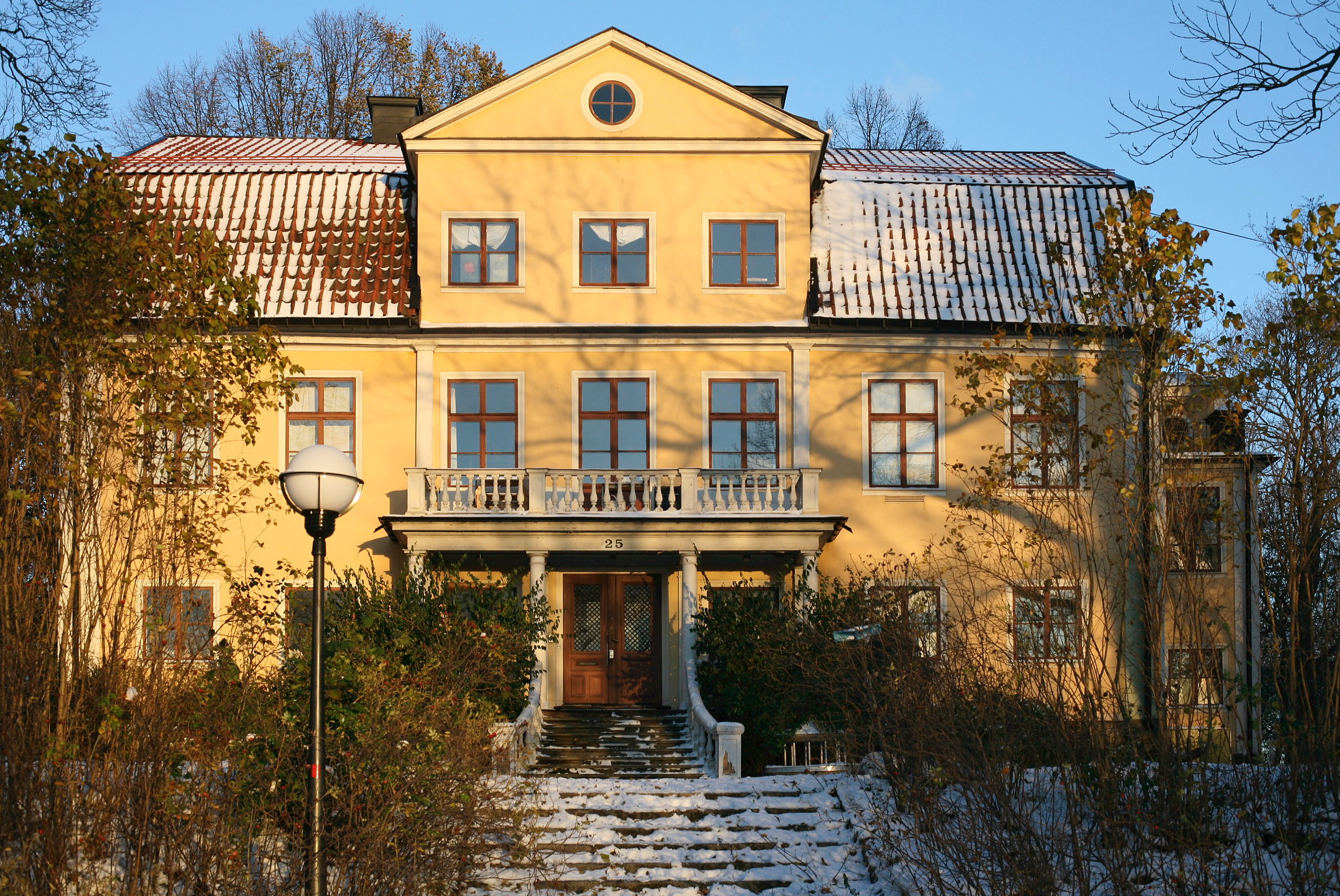
Enskede gårds huvudbyggnad.

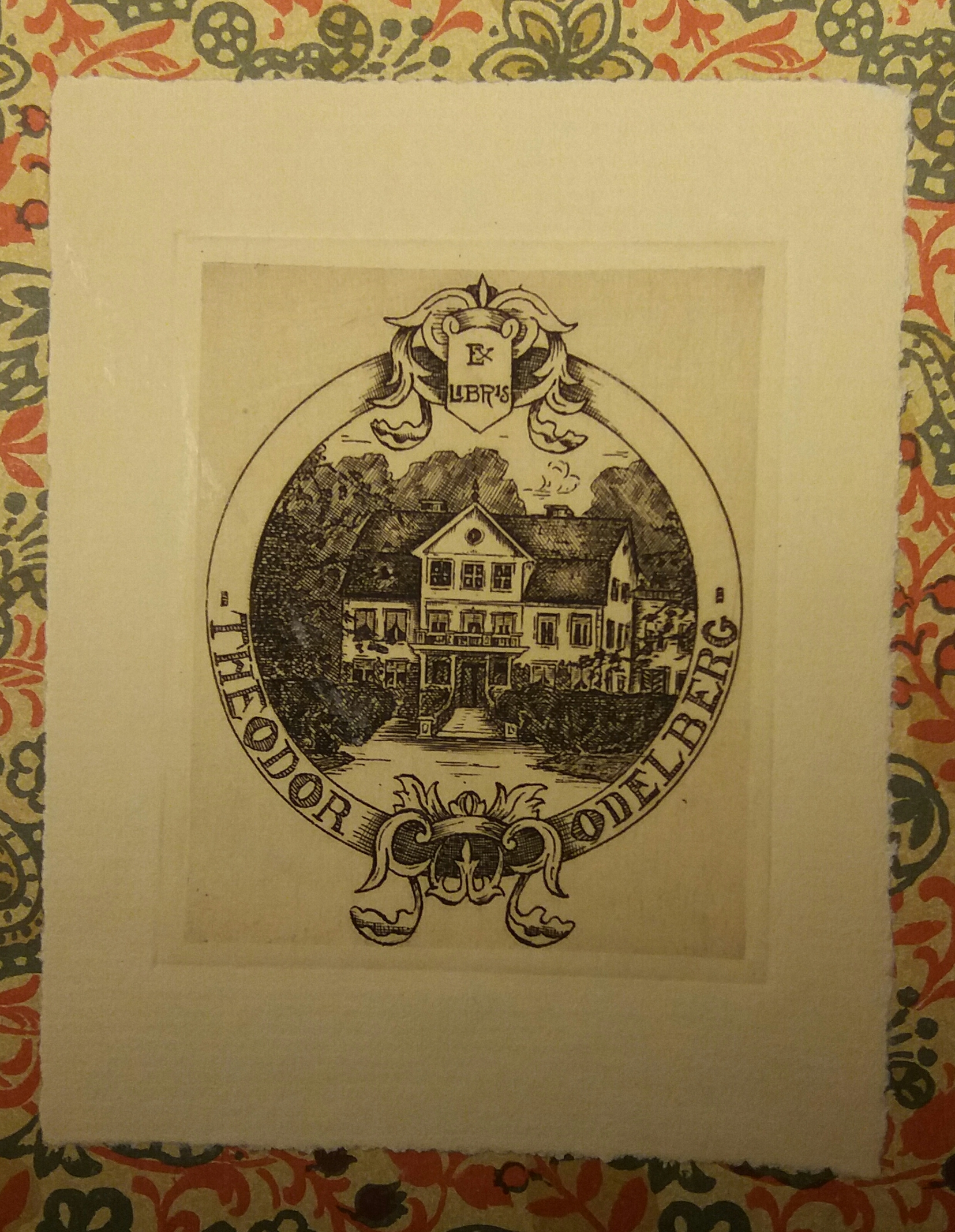
Exlibris för Theodor Odelberg, föreställande Enskede gård.

Egendomen Enskede gård i Brännkyrka socken var sedan 1780 i släkten Odelbergs ägo. Den siste ägaren var Theodor Odelberg som 1904 sålde Enskede gård till Stockholms stad. Initiativet kom från stadsingenjören Herman Ygberg som sökte byggland för Stockholm. Gården omfattade då 606 hektar mark och köpeskillingen blev två miljoner kronor kontant på tillträdesdagen, en betydande summa för staden. Enskede gård var Stockholms första och största markförvärv utanför tullarna och banade väg för planeringen av stadens framtida utökning söderut. Gården gav även namnet till stadsdelen Enskede gård.

## Utmärkelser

### Svenska utmärkelser
- Kommendör med stora korset av Nordstjärneorden, 1 december 1903.[7]
- Kommendör av första klassen av Vasaorden, 1 december 1896.[8]

### Utländska utmärkelser
- Storkorset av Danska Dannebrogorden, senast 1925.[7]
- Storkorset av Norska Sankt Olavs orden, senast 1925.[7]
- Riddare av första klassen av Österrikiska Järnkroneorden, senast 1925.[7]
- Riddare av Österrikiska Frans Josefsorden, senast 1925.[7]